# Bob Stephenson
Robert J. "Bob" Stephenson (Oxnard, 18 de mayo de 1967) es un actor de cine, actor de televisión, productor y guionista estadounidense, principalmente conocido por su papel del sheriff Jimmy Taylor en la serie de televisión Jericho (de CBS).
Asistió a la Universidad de California en Santa Bárbara. Interpretó a un vagabundo en el video de la canción «Lazy» del grupo británico de música electrónica X-Press 2, cantada por el cantante escocés David Byrne (de Talking Heads), que alcanzó el número 2 en el Reino Unido, el número 1 en las listas de baile de EE. UU. y el número 1 en Siria en 2002.

## Filmografía

### Actor
- 1995: Seven (as Robert J. Stephenson), como policía del escuadrón SWAT
- 1997: Between the lies (as Robert J. Stephenson), como Miles
- 1997: Con Air (as Robert Stephenson), como Ted, piloto
- 1997: The game (as Robert J. Stephenson), como el asesino Kartmann
- 1998: Drawing the line: part 2, episodio de TV (as Robert Stephenson), como el oficial Dennis
- 1998: Felicity, como el oficial Dennis (1 episodio).
- 1999: Veronica's June Swoon, episodio de TV (as Robert J. Stephenson), como Fred
- 1999: All good dogs go to heaven, episodio de TV (as Robert J. Stephenson), como bombero
- 1999: Architecture of reassurance (as Robert Stephenson), como hombre suburbano
- 1999: Fight club (as Robert J. Stephenson), como oficial de seguridad del aeropuerto
- 1999: Providence, como bombero (1 episodio).
- 1999: Sleeping beauties, como ejecutivo de registro
- 1999: The Thomas Crown affair (as Robert Stephenson), como guardia de seguridad del museo
- 1999: Veronica's closet, como Fred (1 episodio).
- 2000: Clean sweep, episodio de TV (as Robert J. Stephenson), como detective
- 2000: Los ángeles de Charlie, como el director de Red Star Systems
- 2000: Profiler, como detective (1 episodio).
- 2001: The undertow, episodio de TV, como el Sr. DiMeola
- 2001: Judging Amy, como el Sr. DiMeola (1 episodio).
- 2002: Tom Dooley, episodio de TV (as Robert Stephenson), como Peter
- 2002: Adaptation, como David
- 2002: Ally McBeal, como Peter (1 episodio).
- 2003: The cutting of the swath, episodio de TV (as Robert J. Stephenson), como Clerk
- 2003: Los ángeles de Charlie: Al límite, como fan enloquecido
- 2003: Dragnet, como Clerk (1 episodio).
- 2004: Breakin' all the rules, como Ticket Master
- 2004: Catalina View, como Frank
- 2005: The big empty (as Robert J. Stephenson), como Doctor n.º 1
- 2005: Thumbsucker (Impulso adolescente), como oficial de debates
- 2006: Reasonable doubts, episodio de TV, como Michael Brandt
- 2006: Way to go, episodio de TV, como Super
- 2006: Close to home, como Michael Brandt (1 episodio).
- 2006: CSI: Crime Scene Investigation, como Super (1 episodio).
- 2006: Friends with money, como Marty
- 2006: School for scoundrels, como compañero de clase n.º 6
- 2006: Fast track, como Doug
- 2006: The minor accomplishments of Jackie Woodman, como Branchard Massit (1 episodio).
- 2006: The republicunt, episodio de TV, como Branchard Massit
- 2007: Day 73 with Sarah, como Tom
- 2007: Jericho, como Jimmy Taylor (23 episodios).
- 2007: Transformers, como el chico Xbox
- 2007: Zodiac, como Zodiac 3
- 2009: The forgotten (Sin identificar), como Walter Bailey
- 2011: Our idiot brother, como el oficial Washburn.
- 2011: Larry Crowne, como Andrews.
- 2011: Hick, como Lux.
- 2011: Last Man Standing, en el episodio Home Security como Marvin.
- 2011: Division III: Football's Finest, como el entrenador Ervin.
- 2012: Seeking a Friend for the End of the World, como el oficial Wally Johnson.
- TBA: Bad Words, como Bill Murhoff.
- 2018: Making Babies
- 2020: Cowboys

### Productor
- 2002: Lost Heaven (o The dangerous lives of altar boys o Chicos de vidas peligrosas)
- 2005: Thumbsucker (Impulso adolescente).

### Guionista
- 2001: Southlander.